# Référendum constitutionnel ghanéen de 1960
Le référendum constitutionnel ghanéen de 1960 a lieu le 27 avril 1960 au Ghana afin que la population se prononce sur la transformation du régime politique du pays, passant du statut de royaume du Commonwealth à celui de république.
La proposition est approuvée par 88,47 % des votants, pour un taux de participation de 54,33 %.

## Contexte
En 1957, la colonie britannique de la Côte-de-l'Or devient un royaume indépendant sous le nom de Ghana. La reine Élisabeth II reste symboliquement le chef de l'État, en tant que reine du Ghana et non plus en tant que reine du Royaume-Uni. Le rôle de la reine est alors principalement exercé par un gouverneur général, comme dans les autres royaumes du Commonwealth.
Le projet de Constitution prévoit la création du poste de président de la République, remplaçant la reine Élisabeth II à la tête de l'État et supprimant par là même le poste de gouverneur général.

## Résultats
| Choix                     | Votes     | %     |
| ------------------------- | --------- | ----- |
| Oui                       | 1 008 740 | 88,47 |
| Non                       | 131 425   | 11,53 |
|                           |           |       |
| Votes valides             | 1 140 165 |       |
| Votes blancs et invalides | NC        |       |
| Total                     |           | 100   |
| Abstention                |           |       |
| Inscrits/Participation    | 2 098 651 | 54,33 |

| Oui 1 008 740 (88,47 %) |  | Non 131 425 (11,53 %) |
| ▲                       |  |                       |
| Majorité absolue        |  |                       |

## Suites
Organisée parallèlement au référendum, l'élection présidentielle est remportée par le Premier ministre sortant, Kwame Nkrumah. Ce dernier prend ses fonctions le 1er juillet 1960, date à laquelle le Ghana devient officiellement une république.
Quatre ans plus tard, un autre référendum renforce les pouvoirs du président et transforme le pays en un État à parti unique (avec un résultat officiel de 99,91 % de soutien).